# Sennette
El Sennette és un riu de Bèlgica, afluent del Zenne.
Neix a Familleureux i rega Écaussinnes, Ronquières, Virginal, Ittre i Oisquercq. Desemboca al Zenne a Clabecq, un nucli del municipi de Tubize.

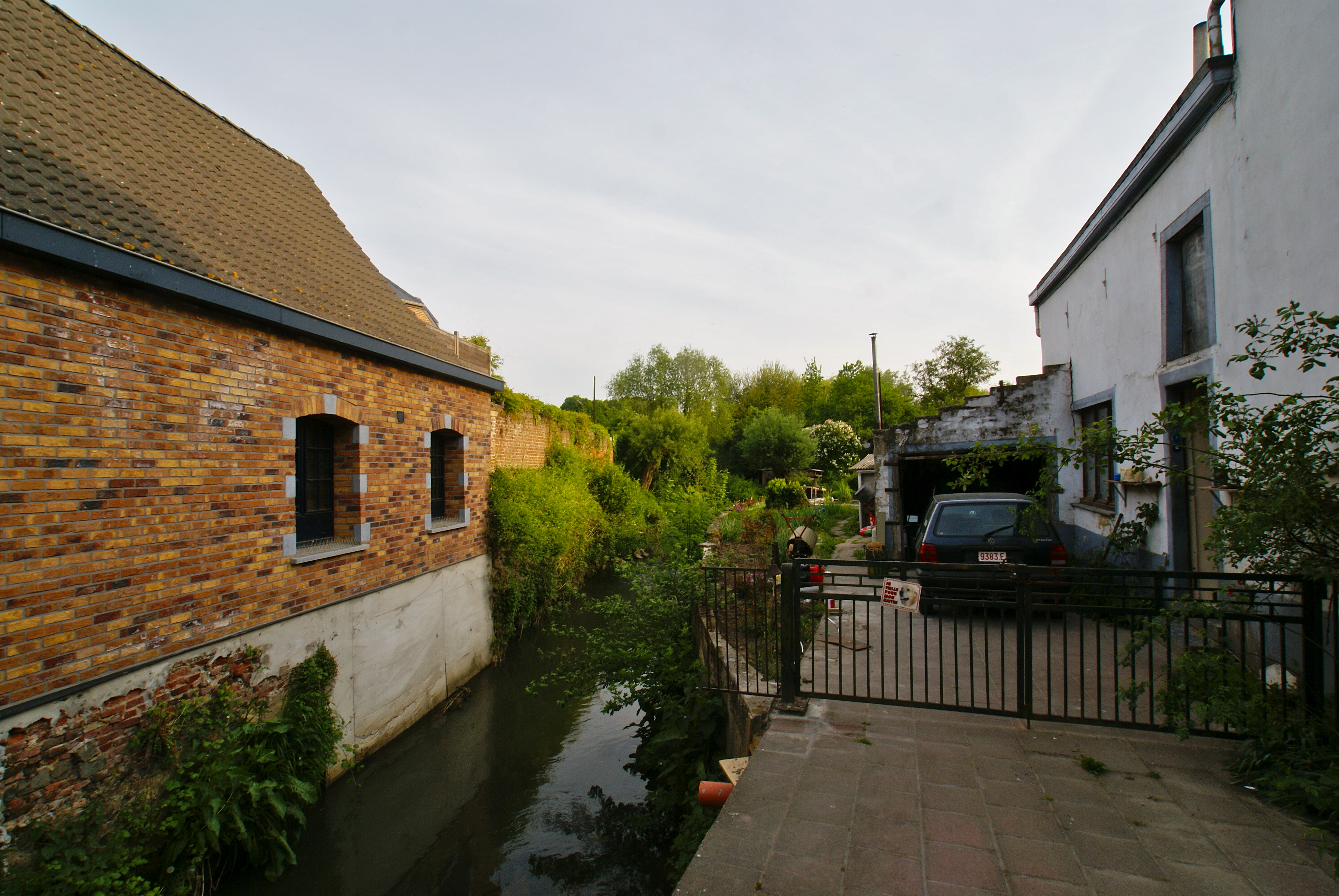
El riu a Ronquières
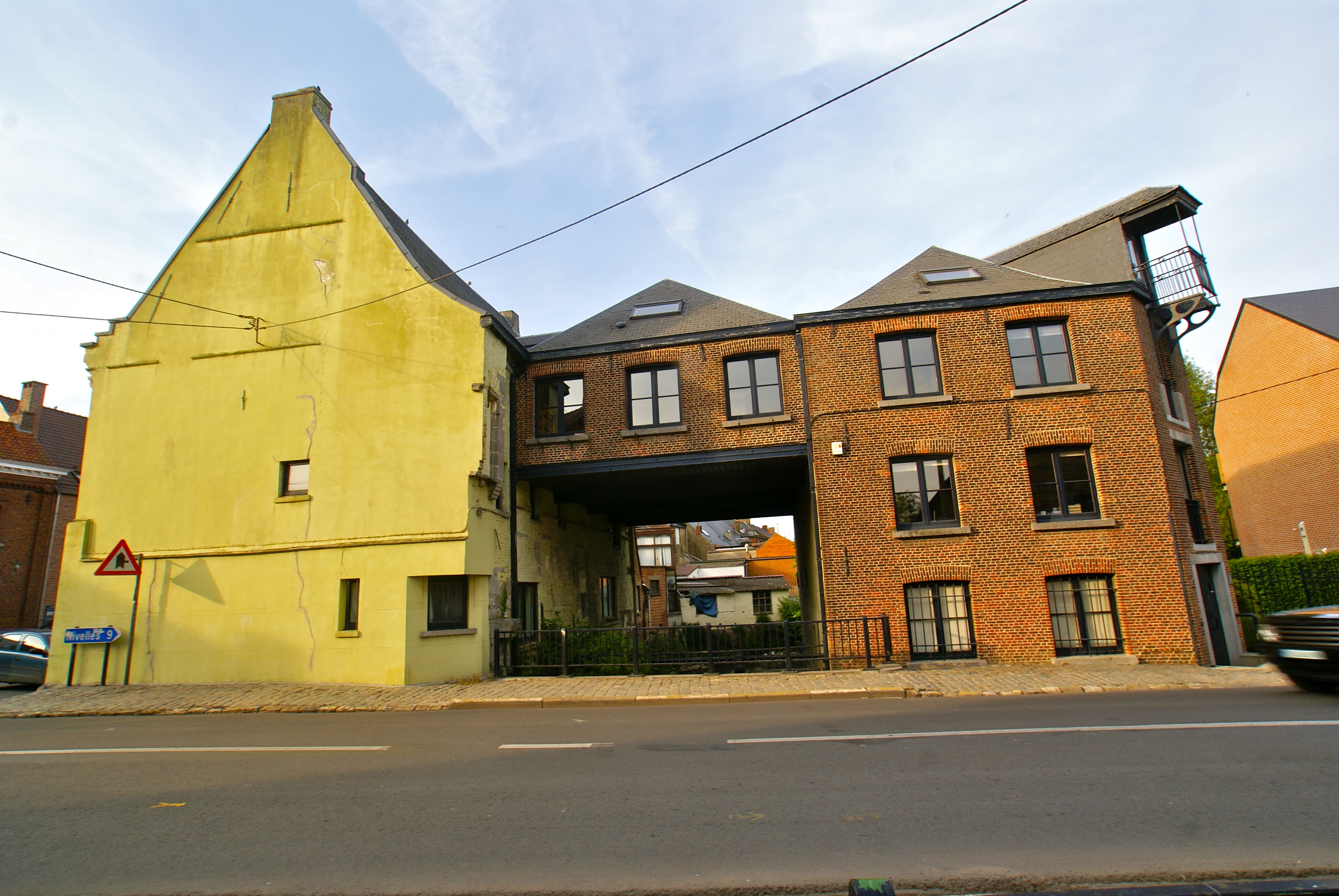
Molí a aigua a Ronquières

## Afluents
- El Samme
  - El Graty, també anomenat Rau du Gratis
- El Rau de Balasse